# 비타소이
비타소이(중국어 정체자: 維他奶)는 홍콩의 식품 회사이다.